# Château de Suemori
Le château de Suemori (末森城, Suemori-jō) se trouvait à Nagoya.

## Histoire
Il est à l'origine situé à l'extérieur de Nagoya dans la campagne de la province d'Owari. Le daimyo Oda Nobuhide (1508-1549) construit le château en 1548. L'année suivante, son troisième fils, Oda Nobuyuki (d. 1558) devient seigneur du château mais est défait à la bataille de Inogahara où il combat son frère ainé, Oda Nobunaga (1534-1582). À la suite de quoi il semble que le château a été abandonné en 1559 et soit tombé en ruines. Une stèle en pierre indique l'emplacement du château.
La zone est à présent couverte d'arbres et située près du sanctuaire Shiroyama Hachiman-gū.

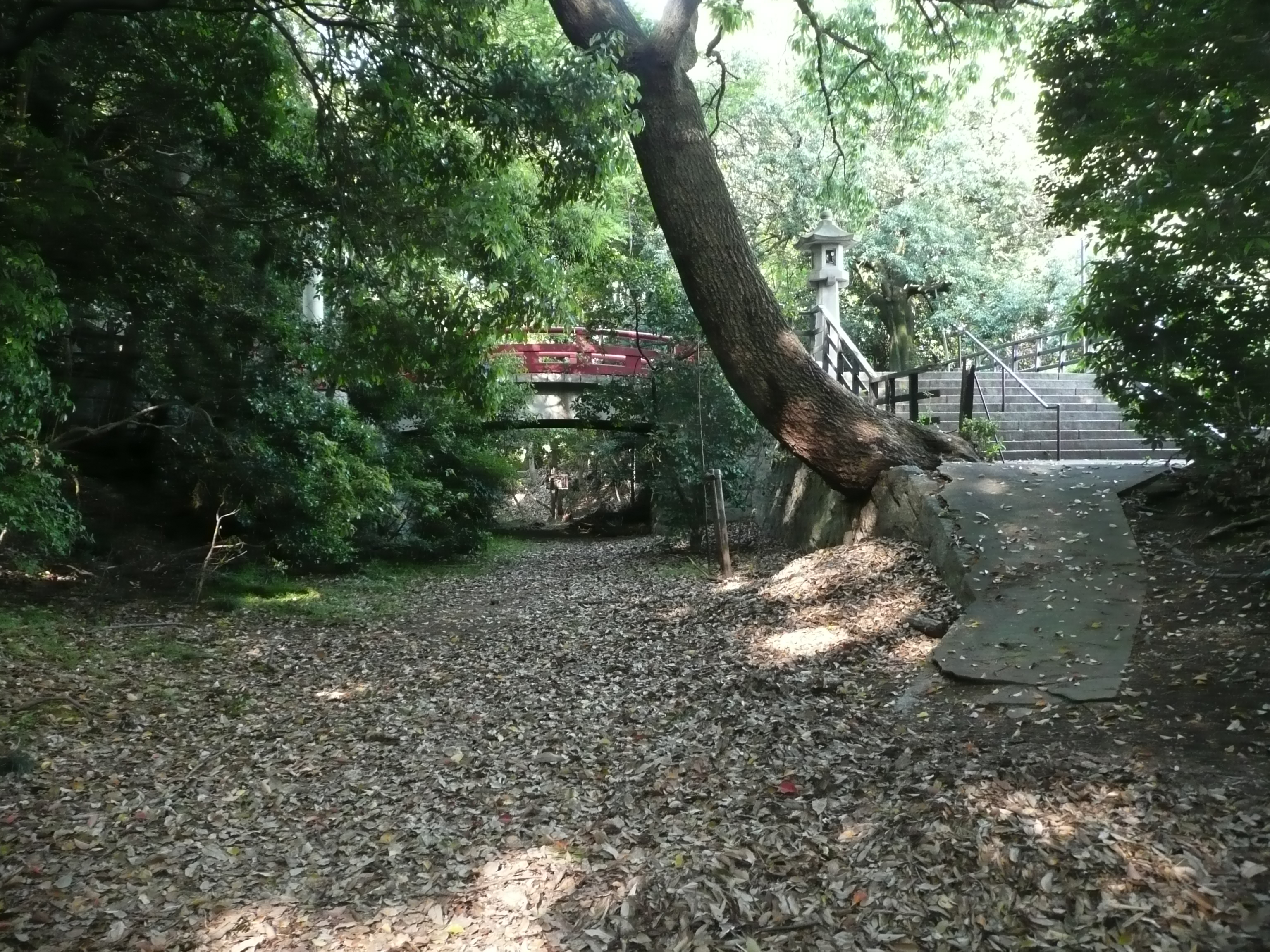
Château de Suemori.